# عريكة
العريكة هي أكلة من المأكولات التراثية في جنوب السعودية، وهي من المأكولات المنتشرة في منطقة الباحة ومنطقة عسير ومنطقة جازان.

## المقادير
- 2 كاس دقيق اسمر.
- 2 كاس دقيق أبيض.
- ملعقه ملح (حسب الرغبة).
- عسل.
- سمن بلدي مقدار من الماء على حسب العجين.

## الطريقة
نخلط الدقيق مع بعض ونضع عليه الملح بعدين يوضع كوبين من الماء الدافي في القدر ثم يوضع الدقيق تدريج حتى لايتكتل حتى تصبح العجينه مثل خليط الكيك (وعندما يلاحظ ان العجينه أصبحت قاسيه يوضع شويه الماء وممكن تزويد الكميه على حسب الضيوف) تحرك العجينه مضبوط يوضع مقدار من العجينه على طاوه على نار هاديه (على عيون الفرن) حتى تستوي مثل الخبز ثم إذ استوت تحطينه في الحافظة لين ينتهي مقدار الخبز ثم يعجن في الحافظة حتى تصبح ناعمه ثم اعملي حفره في الوسط
يوضع عليها العسل وسمن. وتختلف طرق صنعها من منطقه لأخرى ولكنها تتفق بلذة طعمها ومحبتهم لهذه الأكلة الشهية.

## القيمة الغذائية
بحسب موقع ملصق، تحتوي 100 جرام من العريكة على:
- السعرات الحرارية: 231
- الكربوهيدرات: 38 جرام
- الدهون: 8 جرام
- البروتين: 5 جرام

## الانتشار
تعد العريكة إحدى الأكلات الشعبية التي انتقلتْ بوصفها ثقافةً بين مناطق المملكة، حيث أصبحت إحدى الأكلات التي تُقدم في شمال السعودية وسائر المناطق، كما هو الحال مع البليلة الحجازية، التي أصبحت تقدم في جميع مناطق المملكة.

## أنواع العريكة
للعريكة أنواعٌ عديدة، فبعضها يمزج بطحين الدخن، وبعضها يمزج بطحين البُرّ الأسمر ويضاف القليل من الطحين الأبيض، وبعضها يُضاف إليه التمر.

## فوائد العريكة وأضرارها
تعد العريكة ذات قيمة غذائية عالية، حيث تمد الجسم بالطاقة العالية لاحتوائها على سعرات حرارية كبيرة، كذلك تمدُّ الجسم بالفيتامينات والبروتينات. يُعدُّ القمح المكون الرئيس للعريكة، حيث يحتوي على الفوسفور، والمغنيسيوم، والسيلينيوم، والمنجنيز، ومصدر جيّد للزنك، والبوتاسيوم، والنحاس، والحديد، والبوتاسيوم، كما أنها غنية بفيتامينB6 ، وحمض البانتو ثنيك. إلاّ أنَّ العريكة لا تصلح لمن يعاني من أمراض القلب والكوليسترول الضار، حيث إنها ثقيلةٌ جدًا على الشرايين التاجية في القلب.